# Nekrolog 1406
Nekrolog
◄◄
| ◄
| 1402
| 1403
| 1404
| 1405
| 1406 | 1407 | 1408 | 1409 | 1410 | ► | ►►
Weitere Ereignisse | Allgemeiner Nekrolog 1406
Die Beschreibung der verstorbenen Person sollte so kurz wie möglich gehalten sein und nur deren signifikante Tätigkeit(en) enthalten.
Neue Namen ggf. auch unter dem Geburts- und Sterbedatum, also etwa unter 1. Januar und im Geburts- und Sterbejahr (2024) eintragen (nur bei entsprechender großer Wichtigkeit). Für Beispiele siehe die schon vorhandenen Artikel.
Außerdem über die fünf zuletzt Verstorbenen, zu denen es einen ausreichend guten Artikel für eine Präsentation auf der Hauptseite gibt, nach der todesbedingten Überarbeitung der Artikel ggf. auch unter Wikipedia Diskussion:Hauptseite informieren und sie am besten auch in den anderen Wikipedia-Sprachversionen eintragen. Tipp: Regelmäßig bei news.google.de nach „ist tot“, „gestorben“ oder „verstorben“ suchen.
Wenn eine Person gestorben ist, gibt es viele Seiten zu dieser Person in der Wikipedia, die davon auch betroffen sind und entsprechend aktualisiert werden müssen. Beispiele: Namenübersichtsseite, Geburtsjahr, Geburtsort-Seiten und viele mehr.
Wie finde ich die betroffenen Seiten?
Im Suchfeld auf der linken Seite gibt man den Suchbegriff so ein: „Vorname Nachname“. Dann klickt man auf Volltext und alle Seiten mit entsprechendem Suchtext werden aufgerufen. Hier sieht man dann schnell, wo auch das Todesjahr Sinn macht oder sogar ein Teil des Artikels angepasst werden muss. Auch hilft das „Werkzeug“ auf der linken Seite sehr gut, um solche Seiten aufzufinden: „Links auf diese Seite“. Somit ist die Wikipedia wieder aktuell in allen Bereichen! Hinweis: bei Eintragung der Kategorie „Gestorben JAHR“ wird der Missbrauchsfilter 49 ausgelöst, was jedoch nicht schlimm ist. Siehe: Spezial:Missbrauchsfilter/49
Dies ist eine Liste von im Jahr 1406 verstorbenen bekannten Persönlichkeiten. Die Einträge erfolgen innerhalb der einzelnen Daten alphabetisch sortiert. Tiere sind im Nekrolog für Tiere zu finden.

## Januar
| Tag        | Name                      | Beruf, bekannt als | Alter | Beleg |
| ---------- | ------------------------- | ------------------ | ----- | ----- |
| 17. Januar | Raimondo Orsini del Balzo | Fürst von Tarent   |       |       |

## März
| Tag      | Name        | Beruf, bekannt als                   | Alter | Beleg |
| -------- | ----------- | ------------------------------------ | ----- | ----- |
| 17. März | Ibn Chaldun | islamischer Historiker und Politiker | 73    |       |

## April
| Tag      | Name                     | Beruf, bekannt als   | Alter | Beleg |
| -------- | ------------------------ | -------------------- | ----- | ----- |
| 4. April | Robert III.              | König von Schottland |       |       |
| 5. April | Konrad Torer von Törlein | Bischof von Lavant   |       |       |

## Mai
| Tag     | Name                                   | Beruf, bekannt als                          | Alter | Beleg |
| ------- | -------------------------------------- | ------------------------------------------- | ----- | ----- |
| 4. Mai  | Coluccio Salutati                      | italienischer Politiker und Philosoph       | 75    |       |
| 16. Mai | Walter Fitzwalter, 5. Baron Fitzwalter | englischer Adeliger                         | 37    |       |
| 18. Mai | Balthasar                              | Markgraf von Meißen, Landgraf von Thüringen | 69    |       |

## Juni
| Tag      | Name                   | Beruf, bekannt als                    | Alter | Beleg |
| -------- | ---------------------- | ------------------------------------- | ----- | ----- |
| 10. Juni | Guillaume de Menthonay | Bischof von Lausanne (1394–1406)      |       |       |
| 28. Juni | Sophie von Pommern     | Herzogin zu Braunschweig und Lüneburg |       |       |
| 30. Juni | Otto II.               | Erzbischof von Bremen                 |       |       |

## Juli
| Tag      | Name                    | Beruf, bekannt als            | Alter | Beleg |
| -------- | ----------------------- | ----------------------------- | ----- | ----- |
| 9. Juli  | Elisabeth von Oettingen | Hofdame am kurpfälzischen Hof |       |       |
| 15. Juli | Wilhelm                 | Herzog von Österreich         |       |       |

## August
| Tag        | Name            | Beruf, bekannt als  | Alter | Beleg |
| ---------- | --------------- | ------------------- | ----- | ----- |
| 23. August | Henry Despenser | Bischof von Norwich |       |       |

## September
| Tag           | Name    | Beruf, bekannt als                         | Alter | Beleg |
| ------------- | ------- | ------------------------------------------ | ----- | ----- |
| 16. September | Kiprian | Metropolit von Kiew und Moskau, Hagiograph |       |       |

## Oktober
| Tag        | Name                 | Beruf, bekannt als                  | Alter | Beleg |
| ---------- | -------------------- | ----------------------------------- | ----- | ----- |
| 6. Oktober | Henning von Rentelen | Bürgermeister der Hansestadt Lübeck |       |       |

## November
| Tag          | Name                  | Beruf, bekannt als                           | Alter | Beleg |
| ------------ | --------------------- | -------------------------------------------- | ----- | ----- |
| 6. November  | Innozenz VII.         | italienischer Geistlicher, Papst (1404–1406) |       |       |
| 28. November | Rudolf II. von Anhalt | Bischof von Halberstadt                      |       |       |

## Dezember
| Tag          | Name                     | Beruf, bekannt als               | Alter | Beleg |
| ------------ | ------------------------ | -------------------------------- | ----- | ----- |
| 1. Dezember  | Johanna                  | Herzogin von Brabant und Limburg | 84    |       |
| 7. Dezember  | Peter III. von Rosenberg | böhmischer Adliger               |       |       |
| 25. Dezember | Heinrich III.            | Herrscher von Kastilien und León | 27    |       |
| 28. Dezember | Marquard von Randegg     | Bischof von Minden und Konstanz  |       |       |

## Datum unbekannt
| Tag | Name                     | Beruf, bekannt als                                                                                      | Alter | Beleg |
| --- | ------------------------ | --- | ----- | ----- |
|     | Lorenz Busmann           | Bürgermeister von Dresden                                                                               |       |       |
|     | Dietrich I. von der Mark | Administrator von Osnabrück und Herr von Dinslaken                                                      |       |       |
|     | Folkmar Allena           | ostfriesischer Häuptling                                                                                |       |       |
|     | Heinrich von Enslingen   | katholischer Priester, Benediktiner und Abt des Klosters Murrhardt                                      |       |       |
|     | Otto IV. von Rietberg    | Bischof von Minden                                                                                      |       |       |
|     | Przemislaus I.           | Herzog von Teschen und Gleiwitz                                                                         |       |       |
|     | Gerd Rinesberch          | deutscher Vikar und Chronist                                                                            |       |       |
|     | Stephan von Kolin        | böhmischer Theologe, 1397/98 Rektor der Karlsuniversität, Verfasser zahlreicher theologischer Schriften |       |       |